# 비아나 공 카를로스

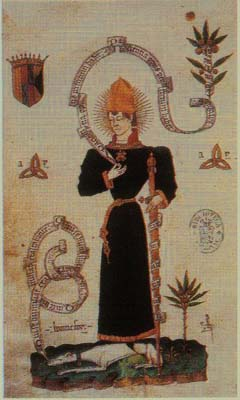
비아나 공 카를로스

비아나 공 카를로스(바스크어: Karlos IV.a, Vianako printzea 카를로스 4세 비아나코 프린체아, 1421년 5월 29일 ~ 1461년 9월 23일)은 발라게르의 영주 추안과 수리아 1세의 적장자이자 나바라 왕국의 상속자 비아나 공이다. 나바라 왕국의 법적인 국왕으로서는 카를로스 4세 나파로아코아(Karlos IV.a Nafarroakoa)로 불린다.